# Sabas Pretelt de la Vega
Sabas Pretelt de la Vega (Cartagena, 11 de abril de 1946) es un empresario y político colombiano.
Fue ministro del Interior en el gobierno de Álvaro Uribe y embajador de Colombia en Italia, Chipre, Malta y San Marino. Fue inhabilitado y destituido por la Procuraduría General de la Nación por el caso de la Yidispolítica. Fue condenado a seis años y ocho meses de cárcel en abril de 2015 por corrupción.

## Biografía
Está casado con Ana Luisa de Zubiria y tiene 4 hijos. Pretelt de la Vega, egresado del Liceo de Cervantes, es humanista de la Universidad de Los Andes (Colombia), economista de la Universidad del Valle y magíster en Administración de Empresas y Administración Industrial de la misma Universidad. Ha ocupado cargos en el sector privado, en la asistencia de la presidencia y en la secretaría general de la Corporación Financiera del Valle y de la FES, también fue presidente de la Federación Nacional de Comerciantes de Colombia (Fenalco).
En el campo académico se ha desempeñando como profesor universitario en la Universidad de La Salle (Bogotá), la Universidad del Valle y fue fundador de la facultad de Economía de la Universidad de San Buenaventura y es autor de varias publicaciones.

## Trayectoria política
En el sector público fue director general de Instituto del Seguro Social (ISS) en la administración del Presidente Julio César Turbay y fue Ministro del Interior y de Justicia (2004-2006) durante la primera administración de Álvaro Uribe Vélez (2002-2006). En el año 2006 fue nombrado como embajador de Colombia en Italia. 
En 2008 fue uno de los señalados por la excongresista Yidis Medina en el escándalo conocido como Yidispolítica por su presunta participación en el ofrecimiento de dádivas a Medina para aprobar el trámite de reelección que permitió que Álvaro Uribe aspirara a un segundo mandato.

## Destitución e inhabilidad
En agosto de 2010 mientras aún ejercía su cargo como embajador en Italia, fue destítuido e inhabilitado para ejercer cargos públicos por 12 años, al encontrarse responsable de haber ofrecido una notaría al Congresista Teodolindo Avendaño a cambio de favorecer la propuesta de reelección presidencial.

## Acusaciones de relaciones con paramilitares
En diferentes oportunidades, paramilitares desmovilizados de las AUC han señalado a Pretelt de haberse reunido clandestinamente con ellos y de haber solicita la colaboración de ese ejército irregular. 
En octubre de 2012, en audiencia ante el tribunal de Justicia y Paz, Salvatore Mancuso manifestó que Pretelt, junto a José Félix Lafaurie, le solicitaron colaboración para la reelección del presidente Álvaro Uribe e influenciar en la elección de Mario Iguarán como fiscal general de la nación.
En mayo de 2023 ante la JEP, Mancuso manifestó que Sabas Pretelt, en su calidad de presidente del gremio Fenalco, solicitó a las autodefensas la creación de un bloque paramilitar para contener a la guerrilla.